# Yomju
Yomju (Hán Việt: Diêm Châu) là một huyện của tỉnh Pyongan Bắc tại Cộng hòa Dân chủ Nhân dân Triều Tiên. Huyện giáp với Ryongchon và Pihyon ở phía bắc, Tongrim ở phía đông, và Cholsan ở phía nam; phía tây là Hoàng Hải. Huyện được thành lập năm 1952 từ một phần lãnh thổ của hai huyện Cholsan và Ryongchon.
Địa hình Yomju chủ yếu là thấp và lượng sóng, dốc lên dần từ tây nam đến đông bắc. Ở phía bắc và đông là các ngọn núi nhỏ như Mangilsan (613 m). Các đảo thuộc quần đảo Pansong nằm gần bờ và là một điểm đến du lịch. Các đảo khác gồm Taedasado và Changdo. Mặc dù nhận được hơi ấm từ biển, khí hậu địa phương vẫn mang tính lục địa, với nhiệt độ trung bình là 8,4 °C và chênh lệch từ -8,7 °C vào tháng 1 đến 24 °C vào tháng 8. Lượng mưa trung bình là khoảng 800–1000 mm.
Do có địa hình thấp, 54,4% đất đai Yomju dùng để canh tác, chỉ 15% là đất rừng (chủ yếu là thông). Đây là huyện sản xuất lúa gạo lớn thứ hai của tỉnh bên cạnh các cây trồng khác như đỗ tương, ngô, cây thuốc lá và hoa quả. Ngư nghiệp và chăn nuôi và làm muối cũng là các ngành quan trọng. Yomju sản xuất một lượng muối đủ để đáp ứng 10% nhu cầu cả nước. Một hệ thống nuôi trồng thủy sản lớn nằm trên địa bàn huyện từ đầu thập kỷ 1980, nó được ghi nhận rộng trên 1 km² và được phân thành 80 ao riêng biệt.
Huyện có tuyến đường sắt Pyongui chạy qua, kết nối với Bình Nhưỡng và Sinuiju, cùng tuyến đường sắt Tasado Line. Ngoài ra, tuyến đường sắt Paekma tách khỏi tuyến Pyongui tại ga Yomju. Một tảng đá lớn tại Namap-ri được coi là vật kỉ niệm thiên nhiên quốc gia Cộng hòa Dân chủ Nhân dân Triều Tiên số 64.
Năm 2008, dân số toàn huyện Yomju là 113.620 người (53.665 nam và 59.955 nữ), trong đó, dân cư đô thị là 44.561 người (39,2%) còn dân cư nông thôn là 69.059 người (60,8%).